# Tournoi de tennis des championnes (WTA 2013)
Le tournoi international des championnes est un tournoi de tennis professionnel féminin. L'édition 2013, classée en catégorie International, se dispute à Sofia du 28 octobre au 3 novembre 2013.
Simona Halep remporte le simple dames. En finale, elle bat Samantha Stosur, décrochant à cette occasion le 6e titre de sa carrière sur le circuit WTA.

## Fonctionnement de l'épreuve
L'épreuve se dispute selon les modalités dites du « round robin ». Les huit meilleures joueuses de la saison qui ne sont pas qualifiées pour le Masters et qui ont au moins remporté un tournoi de la catégorie "WTA International Tournaments", sont séparées en deux groupes de quatre. S'affrontant toutes entre elles, seules les deux premières joueuses de chacun sont conviées en demi-finale, avant l'ultime confrontation pour le titre.

### Joueuses qualifiées
| 1. Simona Halep (Victoire) 2. Ana Ivanović (1/2 finale) 3. Maria Kirilenko (Poules, abandonne et déclare forfait) 4. Samantha Stosur (Finale) | 1. Elena Vesnina (Poules) 2. Anastasia Pavlyuchenkova (1/2 finale) 3. Alizé Cornet (Poules) 4. Tsvetana Pironkova (Poules) |

### Remplaçantes
| 1. Elina Svitolina (Poules, remplace Maria Kirilenko) | 1. Yvonne Meusburger |

## Résultats en simple

### Groupe I (Serdika)
| # | Vainqueur         | Adversaire        | Score    |
| 1 | Alizé Cornet      | Maria Kirilenko   | 5-0, ab. |
| 2 | Simona Halep      | A. Pavlyuchenkova | 6-3, 6-3 |
| 3 | Simona Halep      | Alizé Cornet      | 6-4, 6-4 |
| 4 | A. Pavlyuchenkova | Elina Svitolina   | 6-2, 6-4 |
| 5 | Simona Halep      | Elina Svitolina   | 6-1, 6-1 |
| 6 | A. Pavlyuchenkova | Alizé Cornet      | 6-2, 6-2 |

| # | N°  | Joueuse           | Matchs gagnés-perdus | Sets gagnés-perdus |
| 1 | (1) | Simona Halep      | 3-0                  | 6-0                |
| 2 | (6) | A. Pavlyuchenkova | 2-1                  | 4-2                |
| 3 | (7) | Alizé Cornet      | 1-2                  | 1-4                |
| 4 | (9) | Elina Svitolina   | 0-2                  | 0-4                |
| 5 | (3) | Maria Kirilenko   | 0-1                  | 0-1                |

### Groupe II (Sredets)
| # | Vainqueur       | Adversaire         | Score          |
| 1 | Ana Ivanović    | Tsvetana Pironkova | 6-0, 6-2       |
| 2 | Samantha Stosur | Elena Vesnina      | 6-3, 6-3       |
| 3 | Ana Ivanović    | Samantha Stosur    | 6-2, 5-7, 6-2  |
| 4 | Elena Vesnina   | Tsvetana Pironkova | 6-2, 4-6, 6-0  |
| 5 | Elena Vesnina   | Ana Ivanović       | 6-4, 3-6, 7-61 |
| 6 | Samantha Stosur | Tsvetana Pironkova | 6-1, 6-4       |

| # | N°  | Joueuse            | Matchs gagnés-perdus | Sets gagnés-perdus |
| 1 | (4) | Samantha Stosur    | 2-1                  | 5-2                |
| 2 | (2) | Ana Ivanović       | 2-1                  | 5-3                |
| 3 | (5) | Elena Vesnina      | 2-1                  | 4-4                |
| 4 | (8) | Tsvetana Pironkova | 0-3                  | 1-6                |

### Tableau final
|  |                   |            |                 |            |            |              |     |        |        |        |        |        |
|  | 1/2 finale        | 1/2 finale | 1/2 finale      | 1/2 finale | 1/2 finale |              |     | Finale | Finale | Finale | Finale | Finale |
|  |                   |            |                 |            |            |              |     |        |        |        |        |        |
|  |                   |            |                 |            |            |              |     |        |        |        |        |        |
|  | Simona Halep      | (1)        | 2               | 6          | 6          |              |     |        |        |        |        |        |
|  | Simona Halep      | (1)        | 2               | 6          | 6          |              |     |        |        |        |        |        |
|  | Ana Ivanović      | (2)        | 6               | 1          | 3          |              |     |        |        |        |        |        |
|  | Ana Ivanović      | (2)        | 6               | 1          | 3          | Simona Halep | (1) | 2      | 6      | 6      |        |        |
|  |                   |            |                 |            |            | Simona Halep | (1) | 2      | 6      | 6      |        |        |
|  |                   |            | Samantha Stosur | (4)        | 6          | 2            | 2   |        |        |        |        |        |
|  | Samantha Stosur   | (4)        | Samantha Stosur | (4)        | 6          | 2            | 2   | 6      | 1      | 6      |        |        |
|  | Samantha Stosur   | (4)        |                 |            |            |              |     | 6      | 1      | 6      |        |        |
|  | A. Pavlyuchenkova | (6)        | 1               | 6          | 3          |              |     |        |        |        |        |        |
|  | A. Pavlyuchenkova | (6)        | 1               | 6          | 3          |              |     |        |        |        |        |        |